# Ciclismo en los Juegos Olímpicos de Londres 2012 – Cross-country femenino
El evento de Cross-country femenino de ciclismo en los Juegos Olímpicos de Londres 2012 tuvo lugar el 11 de agosto en Hadleigh Farm.

## Horario
Todos los horarios están en Tiempo Británico (UTC+1)
| Fecha                        | Tiempo | Ronda |
| ---------------------------- | ------ | ----- |
| Sábado, 11 de agosto de 2012 | 12:30  | Final |

## Clasificación
| Evento                | Ranking por nación | Clasificados | Ciclistas por CON |
| --------------------- | ------------------ | --- | ----------------- |
| Ranking de la UCI     | 1º al 8º           | Canadá (CAN) · Suiza (SUI) · Francia (FRA) · Polonia (POL) · Estados Unidos (USA) · Eslovenia (SLO) · Alemania (GER) · Noruega (NOR)* ·                                                                            | 2                 |
| Ranking de la UCI     | 9º al 18º          | Rusia (RUS) · República Checa (CZE) · Italia (ITA) · Austria (AUT) · Países Bajos (NED) · Nueva Zelanda (NZL) · Ucrania (UKR) · Reino Unido (GBR) · Suecia (SWE) · Dinamarca (DEN) · Hungría (HUN) · Japón (JPN) · | 1                 |
| Campeonato de África  | 1                  | Sudáfrica (RSA) | 1                 |
| Campeonato de América | 1                  | Colombia (COL) | 1                 |
| Campeonato de Asia    | 1                  | República Popular China (CHN) | 1                 |
| Campeonato de Oceanía | 1                  | Australia (AUS) | 1                 |
| Total                 |                    | | 30                |

- Noruega solo llevó una ciclista

## Resultados
La lista completa de los ciclista fue publicada el 26 de julio de 2012.
| Rank              | Rider                        | Time    |
| ----------------- | ---------------------------- | ------- |
| Medalla de oro    | Julie Bresset (FRA)          | 1:30:52 |
| Medalla de plata  | Sabine Spitz (GER)           | 1:31:54 |
| Medalla de bronce | Georgia Gould (USA)          | 1:32:00 |
| 4                 | Irina Kalentieva (RUS)       | 1:32:33 |
| 5                 | Esther Süss (SUI)            | 1:32:46 |
| 6                 | Alexandra Engen (SWE)        | 1:33:08 |
| 7                 | Aleksandra Dawidowicz (POL)  | 1:33:20 |
| 8                 | Annie Last (GBR)             | 1:33:47 |
| 9                 | Catharine Pendrel (CAN)      | 1:34:28 |
| 10                | Tanja Žakelj (SLO)           | 1:34:41 |
| 11                | Lea Davison (USA)            | 1:35:14 |
| 12                | Shi Qinglan (CHN)            | 1:35:28 |
| 13                | Yana Belomoyna (UKR)         | 1:35:46 |
| 14                | Kateřina Nash (CZE)          | 1:36:22 |
| 15                | Elisabeth Osl (AUT)          | 1:36:47 |
| 16                | Adelheid Morath (GER)        | 1:37:17 |
| 17                | Eva Lechner (ITA)            | 1:37:36 |
| 18                | Karen Hanlen (NZL)           | 1:37:54 |
| 19                | Katrin Leumann (SUI)         | 1:38:23 |
| 20                | Rie Katayama (JPN)           | 1:38:26 |
| 21                | Janka Števková (SVK)         | 1:39:05 |
| 22                | Paula Gorycka (POL)          | 1:39:18 |
| 23                | Blaža Klemenčič (SLO)        | 1:39:42 |
| 24                | Emily Batty (CAN)            | 1:40:37 |
| 25                | Rebecca Henderson (AUS)      | 1:41:35 |
| 26                | Pauline Ferrand-Prevot (FRA) | 1:42:21 |
| 27                | Barbara Benkó (HUN)          | 1:43:24 |
| 28                | Candice Neethling (RSA)      | 1:45:03 |
| –                 | Gunn-Rita Dahle Flesjå (NOR) | DNF     |
| –                 | Laura Abril (COL)            | DNF     |
| –                 | Annika Langvad (DEN)         | DNS     |